# 小行星6999
小行星6999（英語：6999 Meitner）是一颗围绕太阳公转的小行星。1977年10月16日，C. J. 万·豪敦、I. 万·豪敦-格勒内费尔德、T. 赫雷爾斯在帕洛马山发现了此天体。
这颗小行星的绝对星等为337.9638130833611等。